# Worldways Canada

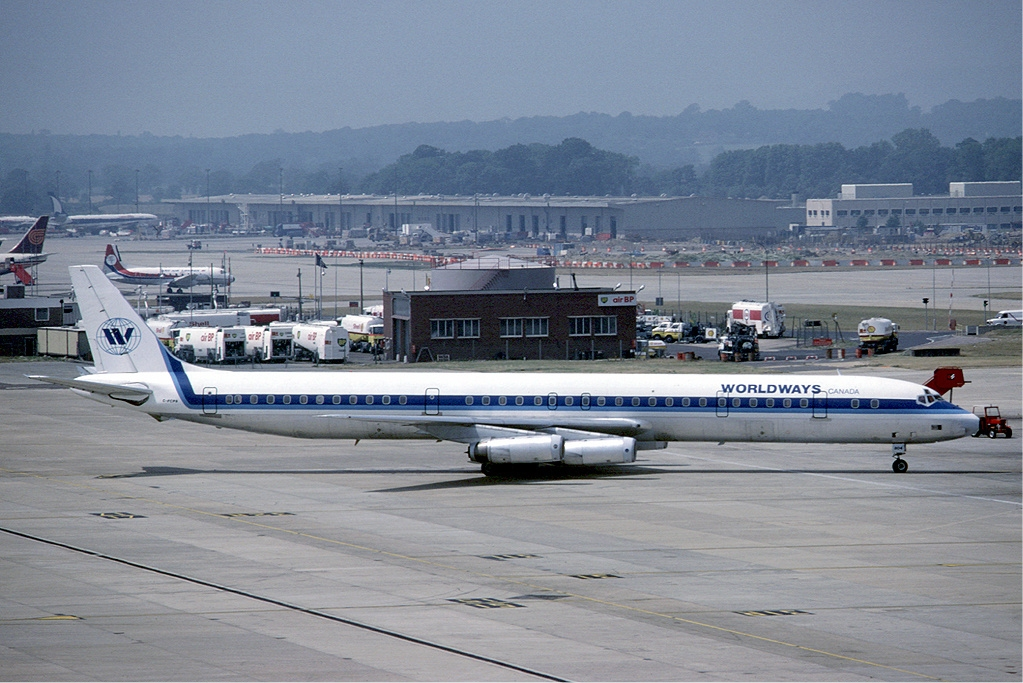
Un DC-8 de Worldways Canada à l'aéroport de Londres-Gatwick en 1983.

Worldways Canada (code AITA : WG ; code OACI : WGC) est une ancienne compagnie aérienne charter canadienne. Elle commença ses opérations en 1973 pour les suspendre le 11 octobre 1990 et fit faillite en 1991. Basée à l'aéroport international Pearson de Toronto, sa flotte d'avions était composé de Douglas DC-8, de Boeing 727 et de Lockheed L-1011 TriStar.